# هالفور بيركلاند
هالفور بيركلاند (بالنرويجية البوكمول: Halvor Birkeland)‏ هو متسابق يخت نرويجي، ولد في 30 أكتوبر 1894 في Austevoll ‏ في النرويج، وتوفي في 26 يونيو 1971 في برغن في النرويج.

## وصلات خارجية
- هالفور بيركلاند على موقع أوليمبيديا (الإنجليزية)